# Antoni Łukasiewicz (podpułkownik)
Antoni Jan Aleksander Łukasiewicz (ur. 27 grudnia 1880 w Niepołomicach, zm. 1940 w Kijowie) – polski nauczyciel, podpułkownik naukowo-oświatowy Wojska Polskiego, ofiara zbrodni katyńskiej.

## Życiorys

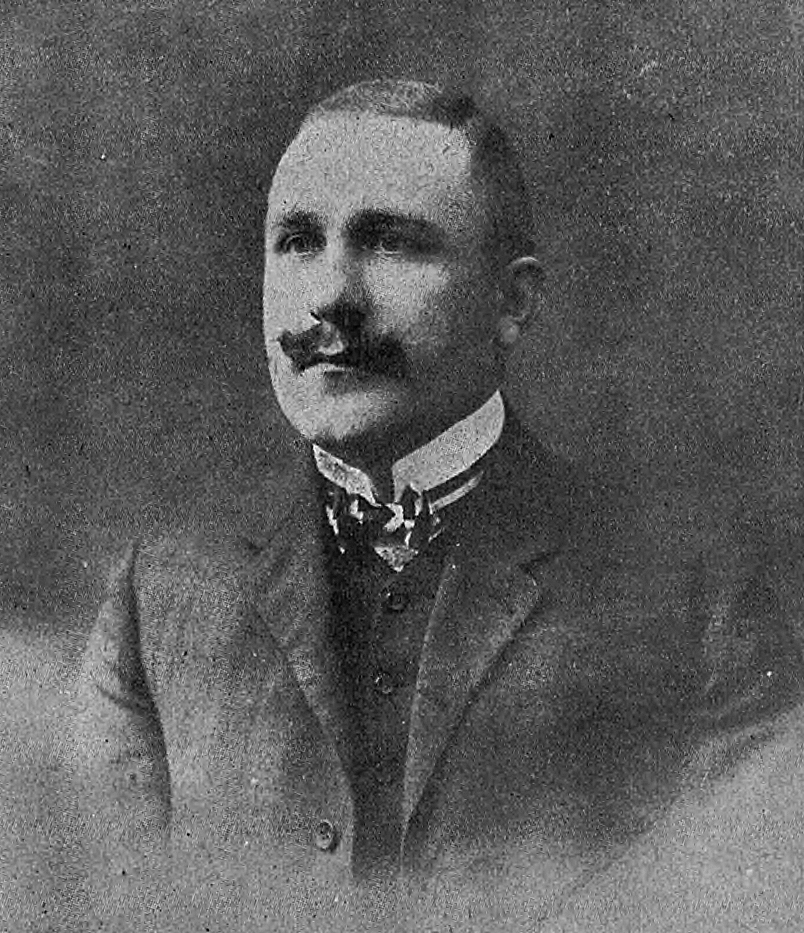
Antoni Łukasiewicz (przed 1913)

Urodził się 27 grudnia 1880 w Niepołomicach jako syn Juliana. W 1900 zdał egzamin dojrzałości w C. K. Gimnazjum w Bochni. Studiował na Uniwersytecie Jagiellońskim, najpierw od 1900 do 1902 na Wydziale Prawa, a potem od 1902 do 1905 na Wydziale Filozoficznym na kierunku o specjalności historii i geografii pod opieką naukową prof. Wincentego Zakrzewskiego i Wiktora Czermaka.
Podjął pracę nauczyciela 1 lutego 1906. 25 maja 1906 w Krakowie zdał nauczycielski egzamin podstawowy w zakresie historii i geografii. Od 26 maja 1906 pracował w C. K. Gimnazjum w Rzeszowie. 23 lipca 1906 został mianowany zastępcą nauczyciela w C. K. Gimnazjum im. Franciszka Józefa we Lwowie. Uczył tam historii i geografii oraz historii kraju rodzinnego, sprawował kuratorię nad czytelnią młodzieży. 30 lipca 1907 został mianowany nauczycielem rzeczywistym w C. K. Gimnazjum w Stryju. Uczył tam historii i geografii oraz historii kraju rodzinnego, był opiekunem kółka historyczno-naukowego i kółka fotograficznego, zawiadowcą gabinetu geograficznego, kuratorem czytelni młodzieży, kierownikiem zabaw i gier, w pierwszym polroczu roku szkolmnego 1908/1908 prowadził gimnazjalną kasę oszczędności. 24 stycznia 1909 został mianowany nauczycielem w C. K. IV Gimnazjum we Lwowie. Uczył tam historii i geografii oraz dziejów ojczystych, był zawiadowcą gabinetu geograficznego i kierował ćwiczeniami historycznymi, opiekunem kółka historycznego. Od roku szkolnego 1911/1912 otrzymywał zmniejszenie godzin lekcyjnych i od 1912/1913 uczył tylko dziejów ojczystych jako przedmiotu nadobowiązkowego. W szkole pracował do końca roku szkolnego 1913/1914 w randze c. k. profesora. W trakcie pracy nauczycielskiej był sekretarzem (1906–1907), kustoszem (1909) i dyrektorem zarządu (od 1909) Polskiego Muzeum Szkolnego we Lwowie.
Po wybuchu I wojny światowej w 1914 z rezerwy uzupełniającej został powołany do służby w szeregach C. K. Armii w pierwszej mobilizacji (wraz z 13 innymi nauczycielami IV Gimnazjum). Odbył kampanię karpacką, uzyskał stopień podoficerski, około 1916 służył w sądzie polowym na obszarze okupowanym Królestwa Polskiego. 30 września 1916 otrzymał VIII rangę w zawodzie począwszy od 1 października tego roku. Po zwolnieniu ze służby wojskowej ponownie uczył historii i geografii w IV Gimnazjum od 16 grudnia 1917. 21 lipca 1918 otrzymał zniżkę służbową dla pełnienia funkcji kustosza Polskiego Muzeum Szkolnego. W IV Gimnazjum pracował do 14 grudnia 1918.
Potem, pozostając formalnie profesorem IV Państwowego Gimnazjum we Lwowie, służył w Wojsku Polskim, do którego został przyjęty po odzyskaniu przez Polskę niepodległości. W stopniu kapitana przygotował raport pt. O ściągnięciu kadetów zbiegłych na Górny Śląsk z Korpusów Nr. 1 (Lwów) i Nr. 2 (Modlin); wcześniej został oddelegowany na Górny Śląsk przez Oddział III Sztabu Ministerstwa Spraw Wojskowych w celu „odszukania i odesłania” kadetów, którzy uciekli tam po wybuchu III powstania śląskiego w 1921. Został awansowany na stopień podpułkownika ze starszeństwem z dniem 1 czerwca 1919 w korpusie oficerów zawodowych administracji naukowo-oświatowych. W latach 20. był przydzielony do kadry naukowej Korpusu Kadetów Nr 1 w garnizonie Lwów, wykładając tam historię i geografię. W 1928 był zweryfikowany na liście starszeństwa w Korpusie Oficerów Administracji Dział Naukowo-Oświatowy z lokatą 1. W 1929 był komendantem Korpusu Kadetów Nr 1. Został przeniesiony w stan spoczynku z dniem 31 sierpnia 1929. W 1934 był podpułkownikiem administracji przeniesionym w stan spoczynku i pozostawał wówczas w ewidencji Powiatowej Komendy Uzupełnień Lwów Miasto. Ponadto był nauczycielem historii i geografii w szkołach średnich.

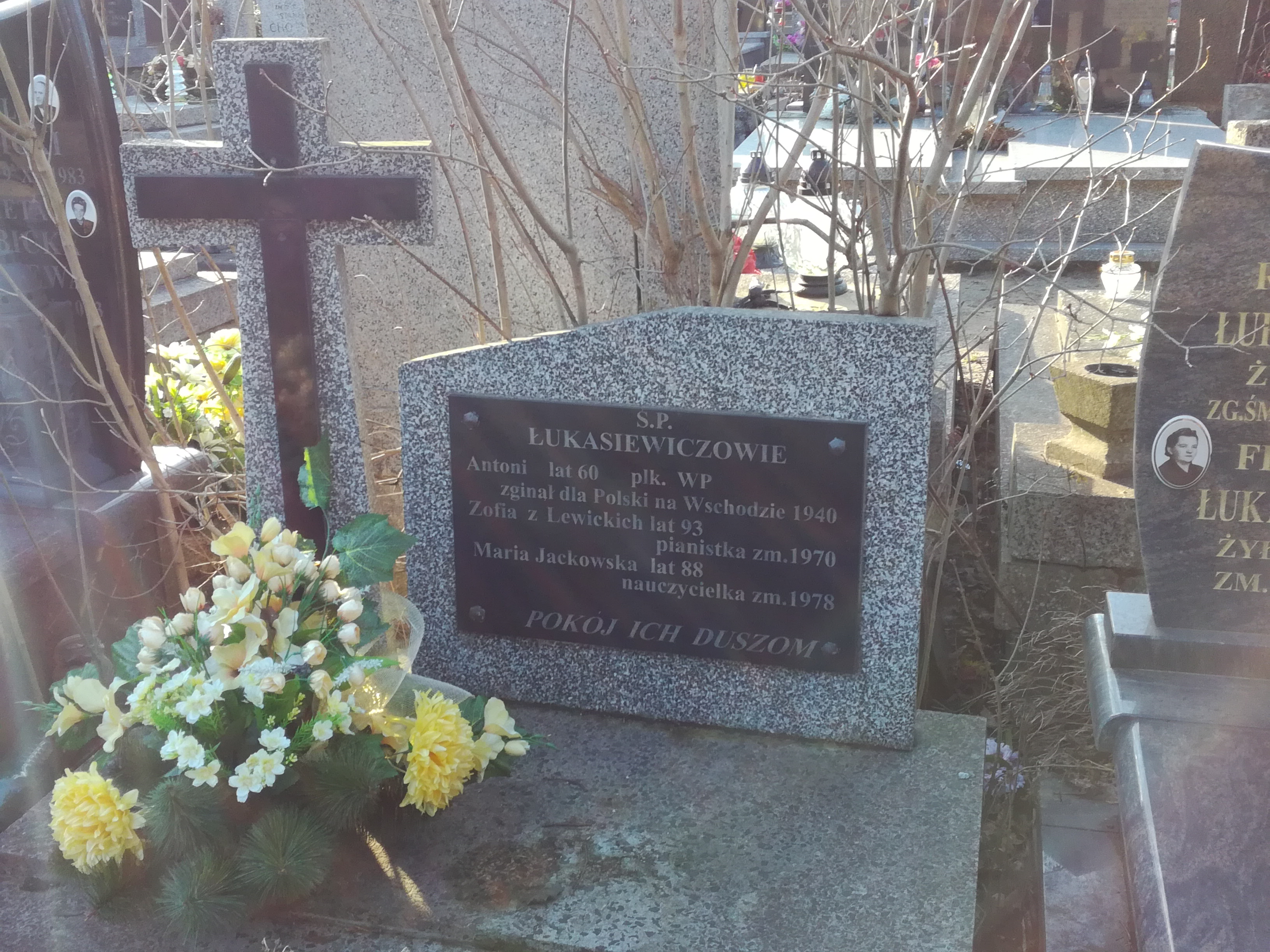
Grób symboliczny Antoniego Łukasiewicza na cmentarzu Bródnowskim

Po wybuchu II wojny światowej, kampanii wrześniowej 1939 i agresji ZSRR na Polskę z 17 września 1939 został aresztowany przez Sowietów. Na wiosnę 1940 został zamordowany przez NKWD. Jego nazwisko znalazło się na tzw. Ukraińskiej Liście Katyńskiej opublikowanej w 1994 (został wymieniony na liście wywózkowej 55/5-41 oznaczony numerem 1740; dosłownie określony jako Anatol Łukasiewicz). Ofiary tej części zbrodni katyńskiej zostały pochowane na otwartym w 2012 Polskim Cmentarzu Wojennym w Kijowie-Bykowni. Jego grób symboliczny znajduje się na cmentarzu bródnowskim w Warszawie (kw. 12F-3-5).

## Publikacja
- Stosunek Słowaczyzny do Polski (1907)[49]
- Poszczególne przedmioty nauki gimnazyalnej w świetle nowych planów. 3. Historya i geografia (1911)[50]

## Odznaczenia
- Krzyż Walecznych (przed 1923)[51]
- Medal Pamiątkowy za Wojnę 1918–1921
- Medal Dziesięciolecia Odzyskanej Niepodległości
- Krzyż Jubileuszowy dla Cywilnych Funkcjonariuszów Państwowych – Austro-Węgry[52]